# Trigonostemon croceus
Trigonostemon croceus är en törelväxtart som beskrevs av Benjamin Clemens Masterman Stone. Trigonostemon croceus ingår i släktet Trigonostemon och familjen törelväxter. Inga underarter finns listade i Catalogue of Life.